# Rosalina Santos
Maria Rosalina dos Santos Kgasi (* 18. Februar 1998 in Südafrika), meist nur kurz Rosalina Santos, ist eine portugiesische Leichtathletin, die sich auf den Sprint spezialisiert hat. Sie wurde in Südafrika als Tochter eines Portugiesen von der Insel Madeira und einer Südafrikanerin geboren und wuchs auf Madeira auf. Sie läuft seit dem Beginn ihrer Laufbahn 2017 für Sporting Lissabon.

## Sportliche Laufbahn
Erste internationale Erfahrungen sammelte Rosalina Santos im Jahr 2018, als sie bei den U23-Mittelmeermeisterschaften in Jesolo im 200-Meter-Lauf in 24,24 s den sechsten Platz belegte und über 100 Meter mit 11,76 s im Vorlauf ausschied. Am 9. Januar 2021 lief sie beim Meeting Moniz Pereira im Centro de Alto Rendimento (Leistungszentrum) Jamor die 60 Meter in 7,30 Sekunden, die weltweit zweitbeste Zeit des Jahres und die viertbeste Zeit einer Portugiesin bisher. Die Regionalregierung der autonomen Region Madeira sprach Rosalina Santos eine offizielle Gratulation zu ihrer Qualifikation im Februar 2021 zur Hallen-EM 2021 aus. Bei den folgenden Halleneuropameisterschaften in Toruń kam sie dann bis in das Halbfinale über 60 Meter und schied dort mit 7,38 s aus. Im Jahr darauf startete sie bei den Hallenweltmeisterschaften in Belgrad und kam dort mit 7,37 s nicht über die Vorrunde über 60 m hinaus. Im Mai belegte sie bei den Ibero-Amerikanischen Meisterschaften in La Nucia in 11,71 s den achten Platz über 100 Meter und wurde in 24,08 s Sechste im 200-Meter-Lauf. Zudem gewann sie in der 4-mal-100-Meter-Staffel in 44,82 s die Silbermedaille hinter dem Team aus der Dominikanischen Republik. 2023 schied sie bei den Halleneuropameisterschaften in Istanbul mit 7,35 s im Semifinale über 60 Meter aus. Im Juni wurde sie bei der 1. Liga der Team-Europameisterschaft im Rahmen der Europaspiele in Chorzów in 44,27 s im A-Lauf der 4-mal-100-Meter-Staffel. Im Jahr darauf kam sie bei den Hallenweltmeisterschaften in Glasgow mit 7,32 s im Vorlauf über 60 Meter aus. Im Mai schied sie bei den Ibero-Amerikanischen Meisterschaften in Cuiabá mit 11,42 s im Vorlauf über 100 Meter aus und belegte im Staffelbewerb in 44,57 s den vierten Platz. Im Juni kam sie bei den Europameisterschaften in Rom mit 11,62 s nicht über die Vorrunde hinaus und verpasste mit der Staffel mit 43,85 s den Finaleinzug.
2018 wurde Santos portugiesische Meisterin im 200-Meter-Lauf und 2024 wurde sie Hallenmeisterin über 60 Meter.

## Persönliche Bestzeiten
- 100 Meter: 11,31 s (+1,0 m/s), 5. Juni 2021 in Salamanca
  - 60 Meter (Halle): 7,24 s, 18. Februar 2023 in Pombal
- 200 Meter: 23,64 s (+1,6 m/s), 30. Juli 2023 in Braga
  - 200 Meter (Halle): 24,16 s, 11. Februar 2018 in Pombal